# Río Tarazá
El río Tarazá es un río Colombiano, perteneciente al departamento de Antioquia, nace en el municipio de Ituango, en el corregimiento de Santa Rita a 250 m s. n. m., producto de la confluencia de los ríos San Agustín y San Sereno, nacidos a 3000 m s. n. m. y 2700 m s. n. m. respectivamente en el Nudo de Paramillo; y desemboca en el río Cauca a 10 km de la ciudad de Tarazá a 100 m s. n. m..

## Cuenca
La cuenca del río Tarazá ocupa toda la parte norte del municipio de Ituango, siendo la cuenca más septentrional del Norte Antioqueño; toda la parte central del municipio homónimo está en su cuenca y es el eje estructurante de su territorio, al punto de dividir su cabecera urbana en 2. Tiene un recorrido occidente-oriente, pero sus fuentes formadoras corren en sentido sur-norte.
La cuenca del Tarazá tiene un cañón profundo y selvático en la parte alta, junto con todos sus afluentes, donde se destaca el Cañón de Iglesias como una de las zonas más escarpadas; la geología de la cuenca del Tarazá ha llamado mucho la atención de los científicos, debido a la presencia de un amplio cono de deyección en la parte media del recorrido del río, justo en el lugar donde se ubica el cañón; este hecho es curioso, ya que en su desembocadura verdadera, el Tarazá no es un río anastomosado. Por lo tanto ha sido objeto de numerosos estudios y monitoreos para conocer con exactitud la influencia de este tipo de geoforma en la torrencialidad de este afluente.
Sin embargo, ha dejado mostrar su furia en varias ocasiones, como en el año 2007, donde cerca de este cono de deyección, ocurrieron varios movimientos en masa e inundaciones que obligaron a declarar el municipio en estado de emergencia.
Un posible taponamiento del afluente, destruiría la cabecera urbana del municipio de Tarazá.
En este mismo territorio es importante a nivel sociocultural; pues las llamadas "fiestas del río" se hacen en su honor y cada año en temporada seca, donde los caudales bajan, lugareños y visitantes se dan cita en sus aguas para hacer el famoso sancocho antioqueño y bañarse en sus playones.
El río Tarazá desemboca en el río Cauca en un delta permanente que incluye uno de los brazos del río Rayo, pero a diferencia de este, cuyos brazos se extienden por 10 kilómetros de distancia, los 2 brazos del Tarazá, solo distan 600 metros uno del otro, y en el interior de la isla permanente que forman, se pueden disfrutar de playones de arena blanca óptimos para el baño y la navegación.